# ローゼンガルテン (シュヴェービッシュ・ハル郡)
ローゼンガルテン (ドイツ語: Rosengarten) は、ドイツ連邦共和国バーデン＝ヴュルテンベルク州シュヴェービッシュ・ハル郡に属す自治体（町村）。この自治体は、1972年1月1日にそれまで独立した自治体であったリーデン、ウッテンホーフェン、ヴェストハイムが合併して成立した。

## 地理

### 位置
ローゼンガルテンは、コッハー川とその支流であるビーバー川の間に位置している。

### 隣接する市町村
北および西は郡庁所在地シュヴェービッシュ・ハル、東はミヒェルバッハ・アン・デア・ビルツ、南はガイルドルフおよびオーバーロートと境を接している。

### 自治体の構成
ローゼンガルテンは、かつて独立した自治体であったヴェストハイム（ベルクホーフェン、フォーエンシュタインを含む）、ウッテンホーフェン（ブルーメンホーフ、ライバッハ、レンケンビュール、ツラウ、ヴィルヘルムスグリュックを含む）、およびリーデン（デンデルバッハ、カステンホーフ、ザンツェンバッハ、ツィンマーツハウスを含む）の各地区で構成される。行政機能は、ウッテンホーフェンに置かれている。

## 経済と社会資本
この町にある企業の一部は、ローゼンガルテン商工会を作っている。この商工会は、数年周期の目標管理を達成してきている。

## 引用
1. ↑  Statistisches Landesamt Baden-Württemberg – Bevölkerung nach Nationalität und Geschlecht am 31. Dezember 2023 (CSV-Datei)